# Brephulopsis subulata
Brephulopsis subulata е вид охлюв от семейство Enidae. Видът не е застрашен от изчезване.

## Разпространение
Разпространен е в Украйна (Крим).

## Описание
Популацията на вида е стабилна.